# Embryodonation
Embryodonation innebär att övertaliga frys-embryon från IVF doneras. Mottagaren kan antingen vara ett par som både saknar fungerande äggceller och spermier, eller ensamstående kvinnor utan fungerande äggceller.